# 小行星6633
小行星6633是一颗围绕太阳公转的小行星。1986年10月11日，波爾·延森在霍尔拜克发现了此天体。
这颗小行星的绝对星等为110.25157等。